# Amber Anning
Amber Anning (née le 18 novembre 2000 à Londres) est une athlète britannique spécialiste du 400 mètres.

## Biographie
En 2019, Amber Anning s'adjuge la médaille d'argent du relais 4 × 400 m des championnats d'Europe en salle, à Glasgow, aux côtés de Laviai Nielsen, Zoey Clark et Eilidh Doyle. Aux championnats d'Europe juniors de 2019, elle se classe deuxième du 400 m, et remporte la médaille d'or du 4 × 400 m.
Elle remporte la médaille de bronze du relais 4 × 400 m lors des championnats du monde 2023 à Budapest, en compagnie de Laviai Nielsen, Ama Pipi et Nicole Yeargin.
En 2024 elle termine 5e du 400 m des Jeux olympiques de Paris en 49 s 29, battant ainsi le record national que détenait Christine Ohuruogu depuis 2013. Elle obtient deux médailles de bronze en relais.

## Palmarès
| Date | Compétition                    | Lieu      | Résultat | Épreuve         | Temps         |
| ---- | ------------------------------ | --------- | -------- | --------------- | ------------- |
| 2019 | Championnats d'Europe en salle | Glasgow   | 2e       | 4 × 400 m       | 3 min 29 s 55 |
| 2019 | Championnats d'Europe juniors  | Borås     | 2e       | 400 m           | 52 s 18       |
| 2019 | Championnats d'Europe juniors  | Borås     | 1er      | 4 × 400 m       | 3 min 33 s 03 |
| 2023 | Championnats du monde          | Budapest  | 3e       | 4 × 400 m       | 3 min 21 s 04 |
| 2024 | Jeux olympiques                | Paris     | 3e       | 4 × 400 m mixte | 3 min 8 s 01  |
| 2024 | Jeux olympiques                | Paris     | 5e       | 400 m           | 49 s 29       |
| 2024 | Jeux olympiques                | Paris     | 3e       | 4 × 400 m       | 3 min 19 s 72 |
| 2025 | Championnats d'Europe en salle | Apeldoorn | 2e       | 4 x 400 m       | 3 min 24 s 89 |
| 2025 | Championnats du monde en salle | Nankin    | 1er      | 400 m           | 50 s 60       |

## Records
| Épreuve | Épreuve   | Temps   | Lieu         | Date            |
| ------- | --------- | ------- | ------------ | --------------- |
| 400 m   | Plein air | 49 s 29 | Paris        | 9 août 2024     |
| 400 m   | En salle  | 50 s 43 | Fayetteville | 24 février 2024 |